# El viaje interrumpido
El viaje interrumpido. Dos horas olvidadas a bordo de un platillo volante (en el original en inglés The Interrupted Journey. Two Lost Hours "Aboard a Flying Saucer") es un libro sobre ufología escrito en 1966 por el escritor estadounidense John G. Fuller.

## Sinopsis
La obra narra las experiencias del más famoso incidente de abducción ovni, el caso del matrimonio Hill, acontecido en 1961.

### Estructura
El estudio del caso se distribuye en tres partes diferenciables:
1. narración del suceso tal como ocurrió hasta la pérdida de conciencia de los protagonistas;
2. exposición de las sesiones de hipnosis a las que fueron sometidos por el Doctor Benjamin Simon, en las que se hacen explícitas sus supuestas experiencias en el interior del ovni y con los ocupantes del mismo;
3. estudio de las posibles explicaciones del suceso y recapitulación de las conclusiones del mismo.